# 菖蒲属
菖蒲属為單子葉植物菖蒲目下唯一科菖蒲科的唯一属。全世界共3種，分布於亞洲、北美洲的溫帶、亞熱帶地區，以及熱帶亞洲，歐洲引進栽培。根莖具氣味，可供藥用。

## 分類
菖蒲科雖然自1820年即被確立，但傳統上，菖蒲屬植物大部份被納入天南星科裡，直到最近才廣被接受自成一科。
它具有數個不同於天南星科的特徵：單面葉 (unifacial)，花梗的維管束為分離的2束，無針簇狀結晶 (天南星科植物普遍有)，種子具perisperm(自珠心組織發育，能提供種子養份的二倍體組織，天南星科植物絕不具此)，珠孔具毛，具特殊的精油細胞等等之解剖學特徵；分子分類學的研究裡，菖蒲科植物是所有的其他單子葉植物之姊妹群，亦即其與天南星科植物的親緣關係並不算很近。

### 種類
- 菖蒲屬（Acorus）- 或稱白菖屬[4]。
  - 美國菖蒲（Acorus americanus）以前曾被歸類為菖蒲的亞種（Acorus calamus var. americanus）
  - 菖蒲（Acorus calamus）–又名白菖蒲。
  - 石菖蒲（Acorus gramineus）- 又稱金錢蒲[3]、堯韭[4]、昌陽[4]。

## 形態
多年生草本植物，根莖細長、具氣味 (根莖有特化的精油細胞)。
花序單一頂生，著生於葉狀的花莛 (scape，或作花葶)腋側，花莛被認為是花梗或及佛焰苞，具二束分離的維管束。後來再生的枝條由花序軸頂繼續生長。佛焰苞葉狀，較佛焰花序為長，看似葉狀花梗的水平延伸，宿存。佛焰花序與佛焰苞成某個角度生長，細長狀，花由底部向末端綻開。兩性花，緊密排列，無苞片；花被片6枚離生，呈2輪(各3枚)；花絲長線形，扁平；花葯近軸側縱向開裂。雌花器略長於花被片，具2或3室，每個子房室中有胚珠數枚。倒生胚珠著生於頂生胚胎座上；柱頭小。漿果具數個種子。

## 生態
菖蒲屬植物的傳粉機制不明，但由於它們具有黏性的花粉，應為蟲媒。
根莖易斷裂，易於靠水傳播，尤其是不孕的三倍體菖蒲便是靠此法傳播。種子亦通常靠水傳播。

## 用途
根莖被拿來治療神經衰弱、慢性支氣管炎、腹瀉、腹脹、受寒、普通感冒、及外用於膿腫；
肝障礙及胃腸疾病等。葉及根則因為所含精油較少，較不被利用。
其他被報告過的用途有：
- 酒及菸的增味料
- 提煉香水、殺蟲劑；民间在端午节期间以其叶、花和艾叶同烧，可以熏蚊虫
- 潰瘍、腎病及其他疾病